# Federico I Gonzaga
Federico I Gonzaga (25 de junio de 1441-14 de julio de 1484), III marqués de Mantua, hijo de Luis III Gonzaga y Bárbara de Brandeburgo. se hizo cargo del poder el 14 de junio de 1478, tres días después de la muerte de su padre.

## Vida
Federico se casó el 6 de junio de 1463 con Margarita de Baviera, hermana del duque de Baviera. El matrimonio con toda probabilidad fue favorecido por la madre, Bárbara de Brandeburgo, de esta forma mantuvo el marquesado en la órbita alemana. Parece que no fueron bodas favorables a Federico; era un hombre inteligente y de gran cultura, mientras que su esposa, además de ser poco atractiva, tenía fama de escasa elegancia, tanto en el vestir como en el modo de ser. Algunas fuentes atribuyen al futuro marqués una historia de amor con una bella joven del pueblo, historia de cuya existencia los historiadores son escépticos.
Desde el punto de vista político, continuó la línea filo-milanesa de su padre; ya antes de sucederle a la cabeza del marquesado había militado como comandante de las tropas milanesas. Este empeño lo tuvo ocupado, tanto que pasó frecuentes períodos lejos de Mantua, periodos durante los cuales la administración del marquesado era confiada a Eusebio Malatesta, mientras la guía de las tropas gonzaguescas le correspondía al cuñado, Francisco Secco de Aragón, marido de su hermana Caterina. Federico participó en diversas acciones militares en defensa del Ducado de Milán y más en general contra Venecia, cuya política en aquellos años era muy agresiva. Durante una de estas operaciones militares el cuñado Francisco Secco ocupó Asola, que había tomado partido por Venecia, favorecido por el interdicto que el papa Sixto IV, aliado de la liga contra Venecia, había lanzado contra el país. En seguida vino estipulada una tregua entre los contendientes, y Ludovico el Moro (duque regente de Milán) cedió la conquista de Asola y de otros territorios ocupados, causando mucha amargura a Federico. El marqués ya estaba enfermo, y parece que el sufrimiento por la pérdida de las tierras recién conquistadas tuvo su parte en la muerte, ocurrida el 14 de julio de 1484. 
En el curso de su existencia, Federico ya había padecido diversos lutos y dolores: la muerte de su hermano, el cardenal Francisco, y de su amada hermana Susana, quien después de la renuncia forzada a las bodas con Galeazzo Maria Sforza, se había retirado a un convento con el nombre de Sor Angelica. También sufrió una tentativa de envenenamiento por parte de sus hermanos Gianfrancesco y Rodolfo, que buscaban sustituirlo.
A su muerte, Federico fue sepultado en la iglesia de San Andrés de Mantua.

## Hijos
- Clara (1464-1503), que contraería matrimonio con Gilberto de Montpensier;[4]
- Francisco  (1466-1519), su sucesor como marqués de Mantua;
- Segismundo (1469-1523), cardenal desde 1505 y obispo de Mantua desde 1511;
- Isabel (1471-1526), que contraería matrimonio con Guidobaldo de Montefeltro, duque de Urbino;
- Magdalena (1472-1490), que contraería matrimonio con Giovanni Sforza, señor de Pesaro;
- Juan (1474-1525), marqués de Vescovado.[5]

## Sources
- Bartlett, Kenneth R. (2013). A Short History of the Italian Renaissance. University of Toronto Press.
- Hickson, Sally Anne (2016). Women, Art and Architectural Patronage in Renaissance Mantua: Matrons, Mystics, and Monasteries. Routledge.
- James, Carolyn (2020). A Renaissance Marriage: The Political and Personal Alliance of Isabella D'Este and Francesco Gonzaga, 1490-1519. Oxford University Press.
- Jansen, S. (2008). Debating Women, Politics, and Power in Early Modern Europe. Palgrave Macmillan.
- Kraye, Jill, ed. (1997). Cambridge Translations of Renaissance Philosophical Texts. 2: Political Philosophy. Cambridge University Press.

| Predecesor: Luis III Gonzaga | Marqués de Mantua 1478-1484 | Sucesor: Francisco II Gonzaga |